# 57e législature du Nouveau-Brunswick

La 57e législature du Nouveau-Brunswick a été élue lors de la 57e élection générale, le 27 septembre 2010. Les députés sont assermentés le 12 octobre 2010. Elle est remplacée par la 58e législature à la suite de l'élection du 22 septembre 2014.

## Députés

### Légende
- Les caractères gras indiquent un membre du conseil exécutif.
- Les caractères en italique indiquent les chefs de parti.

|  | Progressiste-conservateur |
|  | Libéral                   |
|  | NPD                       |
|  | Indépendant               |
|  | Vacant                    |

### Composition à la dissolution
|  | Nom                             | Parti                                 | Circonscription                  |
|  | ------------------------------- | ------------------------------------- | -------------------------------- |
|  | Wayne Steeves                   | Progressiste-conservateur             | Albert                           |
|  | Serge Robichaud                 | Progressiste-conservateur             | Baie-de-Miramichi—Neguac         |
|  | Brian Kenny                     | Libéral                               | Bathurst                         |
|  | Greg Davis                      | Progressiste-conservateur             | Campbellton—Restigouche-Centre   |
|  | Hédard Albert                   | Libéral                               | Caraquet                         |
|  | Dale Graham                     | Progressiste-conservateur             | Carleton                         |
|  | Denis Landry                    | Libéral                               | Centre-Péninsule—Saint-Sauveur   |
|  | Curtis Malloch                  | Progressiste-conservateur             | Charlotte-Campobello             |
|  | Rick Doucet                     | Libéral                               | Charlotte-les-Îles               |
|  | Donald Arseneault               | Libéral                               | Dalhousie—Restigouche-Est        |
|  | Roger Melanson                  | Libéral                               | Dieppe-Centre—Lewisville         |
|  | Madeleine Dubé                  | Progressiste-conservateur             | Edmundston—Saint-Basile          |
|  | Pam Lynch                       | Progressiste-conservateur             | Fredericton-Fort Nashwaak        |
|  | Craig Leonard                   | Progressiste-conservateur             | Fredericton-Lincoln              |
|  | Troy Lifford                    | Progressiste-conservateur             | Fredericton-Nashwaaksis          |
|  | Brian Macdonald                 | Progressiste-conservateur             | Fredericton-Silverwood           |
|  | Jim Parrott                     | Progressiste-conservateur (2010-2012) | Fundy-River Valley               |
|  | Jim Parrott                     | Indépendant (2012-2014)               | Fundy-River Valley               |
|  | Jim Parrott                     | Progressiste-conservateur (2014-)     | Fundy-River Valley               |
|  | Ross Wetmore                    | Progressiste-conservateur             | Grand Lake-Gagetown              |
|  | Danny Soucy                     | Progressiste-conservateur             | Grand-Sault—Drummond—Saint-André |
|  | Bev Harrison                    | Progressiste-conservateur             | Hampton-Kings                    |
|  | Shawn Graham (1998-2013)        | Libéral                               | Kent                             |
|  | Brian Gallant (2013-)           | Libéral                               | Kent                             |
|  | Claude Williams                 | Progressiste-conservateur             | Kent-Sud                         |
|  | Bruce Northrup                  | Progressiste-conservateur             | Kings-Est                        |
|  | Paul Robichaud                  | Progressiste-conservateur             | Lamèque-Shippagan-Miscou         |
|  | Yvon Bonenfant                  | Progressiste-conservateur             | Madawaska-les-Lacs               |
|  | Bernard LeBlanc                 | Libéral                               | Memramcook-Lakeville-Dieppe      |
|  | Bill Fraser                     | Libéral                               | Miramichi—Baie-du-Vin            |
|  | Robert Trevors                  | Progressiste-conservateur             | Miramichi-Centre                 |
|  | Jake Stewart                    | Progressiste-conservateur             | Miramichi-Sud-Ouest              |
|  | John Betts                      | Progressiste-conservateur             | Moncton-Crescent                 |
|  | Chris Collins                   | Libéral                               | Moncton-Est                      |
|  | Marie-Claude Blais              | Progressiste-conservateur             | Moncton-Nord                     |
|  | Susan Stultz                    | Progressiste-conservateur             | Moncton-Ouest                    |
|  | Ryan Riordon                    | Progressiste-conservateur             | Nepisiguit                       |
|  | Jack Carr                       | Progressiste-conservateur             | New Maryland—Sunbury-Ouest       |
|  | Roland Haché                    | Libéral                               | Nigadoo-Chaleur                  |
|  | Jody Carr                       | Progressiste-conservateur             | Oromocto                         |
|  | Sherry Wilson                   | Progressiste-conservateur             | Petitcodiac                      |
|  | Blaine Higgs                    | Progressiste-conservateur             | Quispamsis                       |
|  | Martine Coulombe                | Progressiste-conservateur             | Restigouche-La-Vallée            |
|  | Bruce Fitch                     | Progressiste-conservateur             | Riverview                        |
|  | Bertrand LeBlanc                | Libéral                               | Rogersville-Kouchibouguac        |
|  | Margaret-Ann Blaney (1999-2012) | Progressiste-conservateur             | Rothesay                         |
|  | Hugh Flemming (2012-)           | Progressiste-conservateur             | Rothesay                         |
|  | Carl Killen                     | Progressiste-conservateur             | Saint John Harbour               |
|  | Dorothy Shephard                | Progressiste-conservateur             | Saint John Lancaster             |
|  | Trevor Holder                   | Progressiste-conservateur             | Saint John Portland              |
|  | Glenn Tait                      | Progressiste-conservateur             | Saint John-Est                   |
|  | Glen Savoie                     | Progressiste-conservateur             | Saint John-Fundy                 |
|  | Victor Boudreau                 | Libéral                               | Shediac—Cap-Pelé                 |
|  | Mike Olscamp                    | Progressiste-conservateur             | Tantramar                        |
|  | Claude Landry                   | Progressiste-conservateur             | Tracadie-Sheila                  |
|  | Wes McLean                      | Progressiste-conservateur             | Victoria-Tobique                 |
|  | David Alward                    | Progressiste-conservateur             | Woodstock                        |
|  | Carl Urquhart                   | Progressiste-conservateur             | York                             |
|  | Kirk MacDonald                  | Progressiste-conservateur             | York-Nord                        |

## Modifications à la députation
| Date              | Nom                 | Circonscription    | Parti                     | Parti                     | Notes                                                                              |
| ----------------- | ------------------- | ------------------ | ------------------------- | ------------------------- | ---------------------------------------------------------------------------------- |
| 16 mai 2012       | Margaret-Ann Blaney | Rothesay           | Progressiste-conservateur | Progressiste-conservateur | Se retire de la vie politique et devient présidente d'efficacité Nouveau-Brunswick |
| 25 juin 2012      | Hugh Flemming       | Rothesay           | Progressiste-conservateur | Progressiste-conservateur | Élu lors de l'élection partielle                                                   |
| 20 septembre 2012 | Jim Parrott         | Fundy-River Valley | Progressiste-conservateur | Indépendant               | Expulsion du caucus progressiste-conservateur                                      |
| 11 mars 2013      | Shawn Graham        | Kent               | Libéral                   | Libéral                   | Démission                                                                          |
| 15 avril 2013     | Brian Gallant       | Kent               | Libéral                   | Libéral                   | Élu lors de l'élection partielle                                                   |
| 30 avril 2014     | Jim Parrott         | Fundy-River Valley | Progressiste-conservateur | Progressiste-conservateur | Retourne du caucus progressiste-conservateur                                       |